# Sven-Åke Lundbäck
Sven-Åke Lundbäck (ur. 26 stycznia 1948 w Töre) – szwedzki biegacz narciarski, złoty medalista olimpijski oraz dwukrotny złoty medalista mistrzostw świata. Startował w latach 1972–1980.

## Kariera
Zimowe igrzyska olimpijskie w Sapporo w 1972 r. były jego olimpijskim debiutem. Zdobył tam złoty medal w biegu na dystansie 15 km, a wraz z kolegami z reprezentacji zajął 4. miejsce w sztafecie. W swoich późniejszych startach olimpijskich nie zbliżył się już do wyniku z Sapporo. Na igrzyskach olimpijskich w Innsbrucku w 1976 r. jego najlepszym wynikiem olimpijskim było 16. miejsce w biegu na 50 km. Szwedzi w sztafecie ponownie znaleźli się na czwartej pozycji. Cztery lata później, podczas igrzysk olimpijskich w Lake Placid Lundbäck w swoim najlepszym starcie indywidualnym, w biegu na 50 km stylem klasycznym zajął 8. miejsce. Szwedzka sztafeta z Lundbäckiem w składzie ponownie nie zdołała stanąć na podium, tym razem plasując się na piątej pozycji.
W 1974 r. wystartował na mistrzostwach świata w Falun. W biegu na 15 km zajął 7. miejsce, a na dystansie 50 km był czwarty, przegrywając walkę o brązowy medal ze swoim rodakiem Thomasem Magnusonem. Mistrzostwa świata w Lahti w 1978 r. były najbardziej udaną imprezą w jego karierze. Triumfował w biegu na 50 km stylem klasycznym, a wraz z Christerem Johanssonem, Tommym Limbym i Thomasem Magnussonem zwyciężył w sztafecie 4x10 km. Na kolejnych mistrzostwach świata już nie startował.
W 1976 roku Lundbäck wygrał bieg na 50 km podczas Holmenkollen ski festival. Z kolei w 1981 r. triumfował w najstarszym, najdłuższym i największym biegu narciarskim na świecie – szwedzkim Vasaloppet. W sezonie 1977/1978 zwyciężył w klasyfikacji generalnej nieoficjalnego Pucharu Świata w biegach narciarskich, a w sezonie 1978/1979 zajął trzecie miejsce.
Jego żona Lena Carlzon-Lundbäck również reprezentowała Szwecję w biegach narciarskich.

## Osiągnięcia

### Igrzyska olimpijskie
| Miejsce | Dzień     | Rok  | Miejscowość | Konkurencja             | Czas biegu | Strata   | Zwycięzca            |
| ------- | --------- | ---- | ----------- | ----------------------- | ---------- | -------- | -------------------- |
| 13.     | 4 lutego  | 1972 | Sapporo     | 30 km stylem klasycznym | 1:36:31,15 | +3:23,20 | Wiaczesław Wiedienin |
| 1.      | 7 lutego  | 1972 | Sapporo     | 15 km stylem klasycznym | 45:28,24   | -        | -                    |
| 4.      | 13 lutego | 1972 | Sapporo     | Sztafeta 4 × 10 kmm     | 2:04:47,94 | +2:15,66 | ZSRR                 |
| 35.     | 5 lutego  | 1976 | Innsbruck   | 30 km stylem klasycznym | 1:30:29,38 | +6:11,48 | Siergiej Sawieljew   |
| 30.     | 8 lutego  | 1976 | Innsbruck   | 15 km stylem klasycznym | 43:58,47   | +3:14,38 | Nikołaj Bażukow      |
| 4.      | 11 lutego | 1976 | Innsbruck   | Sztafeta 4 × 10 km      | 2:07:59,72 | +3:17,16 | Finlandia            |
| 16.     | 14 lutego | 1976 | Innsbruck   | 50 km stylem klasycznym | 2:37:30,05 | +7:34,77 | Ivar Formo           |
| 17.     | 14 lutego | 1980 | Lake Placid | 30 km stylem klasycznym | 1:27:02,80 | +4:29,16 | Nikołaj Zimiatow     |
| 5.      | 20 lutego | 1980 | Lake Placid | Sztafeta 4 × 10 km      | 1:57:03,46 | +3:39,25 | ZSRR                 |
| 8.      | 23 lutego | 1980 | Lake Placid | 50 km stylem klasycznym | 2:27:24,60 | +4:35,05 | Nikołaj Zimiatow     |

### Mistrzostwa świata
| Miejsce | Dzień     | Rok  | Miejscowość | Konkurencja             | Czas biegu | Strata   | Zwycięzca          |
| ------- | --------- | ---- | ----------- | ----------------------- | ---------- | -------- | ------------------ |
| 14.     | 19 lutego | 1974 | Falun       | 30 km stylem klasycznym | 1:33:41,60 | +3:35,40 | Magne Myrmo        |
| 7.      | 20 lutego | 1974 | Falun       | 15 km stylem klasycznym | 41:39,10   | +24,95   | Magne Myrmo        |
| 4.      | 24 lutego | 1974 | Falun       | 50 km stylem klasycznym | 2:19:45,26 | +2:51,31 | Gerhard Grimmer    |
| 6.      | 19 lutego | 1978 | Lahti       | 30 km stylem klasycznym | 1:32:56,00 | +2:00,08 | Siergiej Sawieljew |
| 6.      | 22 lutego | 1978 | Lahti       | 15 km stylem klasycznym | 49:09,37   | +41,49   | Józef Łuszczek     |
| 1.      | 23 lutego | 1978 | Lahti       | Sztafeta 4 × 10 km      | 2:05:17,63 | -        | -                  |
| 1.      | 26 lutego | 1978 | Lahti       | 50 km stylem klasycznym | 2:46:43,06 | -        | -                  |

### Puchar Świata
W sezonach 1973/1974 - 1980/1981 Puchar Świata rozgrywany był nieoficjalnie.

#### Miejsca w klasyfikacji generalnej
- sezon 1973/1974: 13.
- sezon 1974/1975: 10.
- sezon 1975/1976: 14.
- sezon 1976/1977: 8.
- sezon 1977/1978: 1.
- sezon 1978/1979: 3.
- sezon 1979/1980: ?

#### Miejsca na podium
1. Lahti – 2 marca 1974 (15 km) – 3. miejsce
2. Falun – 23 lutego 1975 (30 km) – 1. miejsce
3. Oslo – 13 marca 1976 (50 km) – 1. miejsce
4. Davos – 17 grudnia 1977 (15 km) – 2. miejsce
5. Reit im Winkl – 14 stycznia 1978 (15 km) – 1. miejsce
6. Lahti – 24 lutego 1978 (50 km) – 1. miejsce
7. Oslo – 9 marca 1978 (15 km) – 2. miejsce
8. Kastelruth – 11 stycznia 1979 (30 km) – 2. miejsce
9. Falun – 24 lutego 1979 (30 km) – 1. miejsce